# Jurre Otto
Jurre Otto (Purmerend, 14 december 1998) is een Nederlands zanger, model en (stem)acteur.

## Vroeg leven
Op zijn negende deed Otto auditie voor de musical Ciske de Rat. Hij kreeg een kleine rol, die van Jantje Verkerk, en trad in meer dan vijft shows door heel Nederland op. Al snel daarna deed hij mee aan Wie wordt Kruimeltje?, een talentenjacht om te bepalen wie de rol van Kruimeltje in de musical van Rick Engelkes zou krijgen. Hij won niet, maar kreeg wel een rol in de musical en speelde zo'n zestig shows in het Efteling Theater in Kaatsheuvel. Hiernaast heeft Otto ook nog wat modellenwerk gedaan en in de productie Stedelijk goes Disney gespeeld. Otto spreekt sinds 2010 stemmen in voor Nickelodeon, Disney en Z@pp. In het tv-programma The Winner is... in 2011 kwam Otto in de achtste finales.

## The Voice Kids
Nadat zijn zus Rosan in seizoen 1 in The Blind Auditions strandde, besloot Otto mee te doen aan seizoen 2. Hij was toen 13 jaar. Bij The Blind Auditions draaiden alle coaches binnen een halve minuut. Hij koos uiteindelijk voor team-Angela Groothuizen. Bij the Battles versloeg hij zijn opponenten en na de Sing-offs nam Angela hem mee als een van haar twee finalisten, samen met Silvana Plaisier. Deelname aan de finale was voor Otto lang onzeker, aangezien hij last had van acute Pfeiffer, waardoor hij moeilijk kon zingen. Twee dagen lang repeteerde een andere kandidate die werd uitgeschakeld in de Sing-offs, Emma, zelfs als een mogelijke vervanger. Uiteindelijk gaven dokters en de programmaleiding drie uur voor aanvang van de finale Otto toch groen licht om deel te nemen. Ondanks dat zijn stem duidelijk nog sterk aangeslagen was door de ziekte, versloeg hij Silvana met ongeveer 64 procent van de stemmen in de eerste ronde van de finale. In de tweede ronde zong Otto "Misery". Hij werd uiteindelijk runner-up. Laura van Kaam ging met de winst aan de haal. Op 19 februari 2013 meldde Otto op twitter dat de ziekte van Pfeiffer de oorzaak was van zijn gezondheidsproblemen gedurende de finale. Na zijn auditie belandde Otto's single "The Clown" op de achtste plaats in de Single Top 100, de hoogste notering van alle Voice-deelnemers. Hetzelfde nummer stond enkele tijd hoog genoteerd in de Nederlandse iTunes-lijsten, met een zesde plaats, vrijwel direct na The Blind Auditions, als hoogtepunt. Ook na de finale was "The Clown" weer populair, met een vijfenzeventigste plaats in de Single Top 100 op zestien Februari 2013. "Misery" belandde op de eenenvijftigste plaats in de single top 100, daags na de finale. Bij The Voice Kids: On Tour trad Otto van 31 maart tot en met 11 mei 2013 zo'n tien keer op in verschillende Nederlandse steden. Hij was ingepland voor alle shows, maar door zijn ziekte kon hij niet optreden.

## Periode naThe Voice Kids
Na de finale van The Voice Kids bleef Otto even op de achtergrond, zodat hij rustig kon bijkomen van zijn ziekte. Na enkele weken was hij weer fit en sprak hij in voor Maya de Bij, zijn eerste publieke optreden na The Voice. Ook zet hij zich in voor Stichting KiKa, waarvan hij ambassadeur is. Op 6 april 2013 was Otto te horen bij een benefiet voor de stichting Spieren voor Spieren in Spaarnwoude. Hij was Special Guest bij de eindopvoering van zijn zangschool, de Babette Labeij music academy, op 23 juni 2013. Daarnaast trad hij op 1 januari 2014 op bij de nieuwjaarsviering in Purmerend.
In januari 2014 kondigde Otto bij Radio Purmerend aan te zullen stoppen met het meedoen aan musicals, wat hij ook gedaan zou hebben als hij niet ver was gekomen bij The Voice Kids. Sinds 1 september 2014 is Otto te zien in de NPO Zapp televisieserie Het verborgen eiland, waar hij acht weken voor heeft gedraaid op Schiermonnikoog, Hoorn en Katwijk.
Sinds circa 2016 zingt Otto in de garagerockband Queen’s Pleasure, waarmee hij eind 2019 een single heeft uitgebracht: ‘Big Boys Loan’

## Discografie

### Singles
| Single met eventuele hitnotering(en) in de Nederlandse Top 40 | Datum van verschijnen | Datum van binnenkomst | Hoogste positie | Aantal weken | Opmerkingen                 |
| ------------------------------------------------------------- | --------------------- | --------------------- | --------------- | ------------ | --------------------------- |
| The Clown                                                     | 04-01-2013            | -                     |                 |              | Nr. 7 in de Single Top 100  |
| Misery                                                        | 15-02-2013            | -                     |                 |              | Nr. 38 in de Single Top 100 |

## Carrière
- Ciske de Rat (musical), acteur, 2008
- Casper en Lisa (kinderprogramma), stem van Casper, 2008 en 2009
- Wie wordt Kruimeltje?, kandidaat, 2010
- Le Petit Nicolas, stemacteur, 2010
- Kruimeltje (musical), hoofdrol Kruimeltje, 2010 en 2011
- Wally Woffles, stemacteur, 2011
- Hier komt Lola, stemacteur, 2011
- Mississippi is van mij, stemacteur, 2011
- Penelope, stemacteur, 2011
- Dino Dan, stemacteur, 2011
- "Stedelijk goes Disney", acteur en zanger, 2011
- The Winner is..., kandidaat, 2011
- Min søsters børn & Min søsters børn alene hjemme, stemacteur, 2012
- The Greening of Whitney Brown, stemacteur, 2012
- My Animal Family, stemacteur, 2012
- Bibi Blocksberg en Bibi Blocksberg and the Secret of the Blue Owls, stemacteur, 2012
- Single by Contract, stemacteur, 2012
- Leerling Jacobus, stemacteur, 2012
- Space Dogs, stemacteur, 2012
- The Voice Kids, finalist, seizoen 2012/2013
- The Voice Kids: On Tour, zanger, 2013
- Maya de Bij, stemacteur, 2013
- First Kid TV Movie, stemacteur, 2013
- Tarzan de film, stemacteur, 2013
- Pee Wee, stemacteur, 2013
- B-Daman Crossfire, stemacteur, 2013
- Pieter Post, stem van Jos, 2014
- Het verborgen eiland, acteur: hoofdrol Anne, 2014
- Dokter Deen, acteur: bijrol Joey, 2016
- Queen’s Pleasure, zanger, 2016-heden